# Oskar Fredriksen
Oskar Fredrik Fredriksen (4 juli 1870 – 16 augustus 1920) was een Noorse schaatser. 
In 1890 werd hij de eerste geregistreerde wereldrecordhouder op de 5.000 meter race. Hij deed het opnieuw in 1893 in de 10.000 meter race. In 1894 vestigde Fredriksen een wereldrecord op de 500 meter race met een tijd van 47,8 seconden. 

## Wereldrecords
| Discipline | Tijd    | Datum           | Locatie    |
| ---------- | ------- | --------------- | ---------- |
| 500 m      | 0.47,8  | 21 januari 1894 | Kristiania |
| 5000 m     | 9.19,8  | 2 maart 1890    | Stockholm  |
| 10.000 m   | 20.21,4 | 14 januari 1893 | Amsterdam  |